# Laliu Marinov

Laliu Marinov

Laliu Marinov (n. 1 ianuarie 1898 - d. 21 februarie 1974), cunoscut și sub pseudonimul Lamar, a fost un poet bulgar.
Inițial simbolist, ulterior se orientează spre o lirică de inspirație socială, protestând împotriva războiului, ca mai târziu creația sa poetică să se remarce prin meditația filozofică asupra vieții.

## Scrieri
- 1927: Icoane de fier (Железни икони)
- 1928: Ani de liniști și neliniști
- 1944: Răsărit-Apus (Запад-Изток)
- 1946: Goran Gorinov
- 1951: Dimineața deasupra orașului
- 1952: Anii construcției
- 1968: Metamorfoze
- 1971: Țărmul cugetării
- 1973: Scrisori găsite.